# Campeonato Nórdico Sub-17
El Campeonato Nórdico Sub-17 (también conocido por Torneo Nórdico Sub-17 o Copa Nórdica), (en sueco: Nordisk Pojkturnering) es un torneo de fútbol para equipos nacionales menores de 17 años.
La competencia se ha celebrado anualmente desde 1975, con excepción de los años 1981 y 1983. El torneo es celebrado a cada año en un país nórdico diferente. También se ha celebrado una vez en Alemania Occidental (1980) y una vez en Inglaterra (1999). La competencia actualmente rota anualmente entre las seis principales naciones nórdicas; Dinamarca, Islas Feroe, Finlandia, Islandia, Noruega y Suecia.

## Límites de edad
- Sub-15: 1984-1990
- Sub-16: 1975-1982, 1991-2000, 2003-2004
- Sub-17 : 2001-2002, 2005-

## Títulos por país
| País             | Títulos                                                         |
| ---------------- | --------------------------------------------------------------- |
| Inglaterra       | 10 (1989, 1991, 1994, 1995, 1996, 1997, 2001, 2002, 2009, 2010) |
| Dinamarca        | 9 (1975, 1982, 1988, 1990, 1992, 2003, 2004, 2006, 2016)        |
| Noruega          | 7 (1976, 1980, 1984, 1985, 1986, 1993, 2008)                    |
| Suecia           | 6 (1987, 2000, 2007, 2012, 2014, 2015)                          |
| Alemania Federal | 3 (1977, 1978, 1979)                                            |
| Irlanda          | 2 (1998, 2005)                                                  |
| Finlandia        | 2 (1999, 2013)                                                  |
| Islandia         | 2 (2011, 2018)                                                  |

## Palmarés
| Año  | Anfitrión           | Campeón             | Subcampeón          |
| ---- | ------------------- | ------------------- | ------------------- |
| 1975 | Finlandia           | Dinamarca           | Finlandia           |
| 1976 | Islandia            | Noruega             | Suecia              |
| 1977 | Noruega             | Alemania Federal    | Suecia              |
| 1978 | Dinamarca           | Alemania Federal    | Suecia              |
| 1979 | Suecia              | Alemania Federal    | Suecia              |
| 1980 | Alemania Federal    | Noruega             | Alemania Federal    |
| 1981 | No hubo competición | No hubo competición | No hubo competición |
| 1982 | Finlandia           | Dinamarca           | Suecia              |
| 1983 | No hubo competición | No hubo competición | No hubo competición |
| 1984 | Islandia            | Noruega             | Suecia              |
| 1985 | Noruega             | Noruega             | Suecia              |
| 1986 | Dinamarca           | Noruega             | Suecia              |
| 1987 | Suecia              | Suecia              | Inglaterra          |
| 1988 | Suecia              | Dinamarca           | Inglaterra          |
| 1989 | Inglaterra          | Inglaterra          | Suecia              |
| 1990 | Finlandia           | Dinamarca           | Inglaterra          |
| 1991 | Islandia            | Dinamarca           | Dinamarca           |
| 1992 | Noruega             | Dinamarca           | Inglaterra          |
| 1993 | Islas Feroe         | Noruega             | Islandia            |
| 1994 | Dinamarca           | Inglaterra          | Austria             |
| 1995 | Suecia              | Inglaterra          | Escocia             |
| 1996 | Noruega             | Inglaterra          | Noruega             |
| 1997 | Finlandia           | Inglaterra          | Noruega             |
| 1998 | Islandia            | Irlanda             | Inglaterra          |
| 1999 | Inglaterra          | Finlandia           | Inglaterra          |
| 2000 | Islas Feroe         | Suecia              | Inglaterra          |
| 2001 | Dinamarca           | Inglaterra          | Eslovaquia          |
| 2002 | Suecia              | Inglaterra          | Islandia            |
| 2003 | Noruega             | Dinamarca           | Escocia             |
| 2004 | Finlandia           | Dinamarca           | Islandia            |
| 2005 | Islandia            | Irlanda             | Inglaterra          |
| 2006 | Islas Feroe         | Dinamarca           | Inglaterra          |
| 2007 | Dinamarca           | Suecia              | Bélgica             |
| 2008 | Suecia              | Noruega             | Suecia              |
| 2009 | Noruega             | Inglaterra          | Escocia             |
| 2010 | Finlandia           | Inglaterra          | Suecia              |
| 2011 | Islandia            | Islandia            | Dinamarca           |
| 2012 | Islas Feroe         | Suecia              | Inglaterra          |
| 2013 | Noruega             | Finlandia           | Dinamarca           |
| 2014 | Dinamarca           | Suecia              | Noruega             |
| 2015 | Suecia              | Suecia              | Polonia             |
| 2016 | Finlandia           | Dinamarca           | Islandia            |
| 2017 | Islandia            | Noruega             | Dinamarca           |
| 2018 | Islas Feroe         | Islandia            | Finlandia           |